# Charles-Marie Himmer
Charles-Marie Himmer (* 10. April 1902 in Dinant, Belgien; † 13. Februar 1994 in Fleurus) war ein katholischer Geistlicher und von 1948 bis 1977 Bischof von Tournai.

Wappen

## Leben
Himmer studierte in Dinant und Rom und empfing am 15. August 1926 in Namur durch Bischof Thomas-Louis Heylen OPraem die Priesterweihe.
Papst Pius XII. ernannte ihn am 29. Dezember 1948 als Nachfolger des verstorbenen Étienne Carton de Wiart zum Bischof von Tournai. Der Erzbischof von Mecheln, Jozef-Ernest Kardinal Van Roey, spendete ihm am 24. Februar 1949 in Tournai die Bischofsweihe. Mitkonsekratoren waren der Bischof von Namur, André Marie Charue, und der Bischof von Brügge, Henricus Lamiroy.
Er nahm an allen vier Sitzungsperioden des Zweiten Vatikanischen Konzils als Konzilsvater teil. Am Ende des Konzils gehörte er im November 1965 zu den 40 Erstunterzeichnern des sogenannten Katakombenpaktes.